# Championnat du Nicaragua de football 1998-1999
Navigation
Saison précédente Saison suivante
La Primera División 1998-1999 est la cinquante-sixième édition de la première division nicaraguayenne.
Lors de ce tournoi, le Deportivo Walter Ferreti a tenté de conserver son titre de champion du Nicaragua face aux neuf meilleurs clubs nicaraguayens.
Chacun des dix clubs participant était confronté trois fois aux neuf autres équipes, puis les six meilleurs se sont affrontés lors d'une phase finale à la fin du tournoi.
Seulement une place était qualificative pour la Copa Interclubes UNCAF.

## Les 10 clubs participants
| \| Managua: Inter Barrio Cuba Deportivo Bautista Deportivo Walter Ferreti Managua Chinandega FC / Diriangén FC Deportivo Jalapa Deportivo Masachapa Real Matagalpa Real Estelí FC FC San Marcos Managua \| Localisation des clubs engagés dans le championnat. |
| Managua: Inter Barrio Cuba Deportivo Bautista Deportivo Walter Ferreti Managua Chinandega FC / Diriangén FC Deportivo Jalapa Deportivo Masachapa Real Matagalpa Real Estelí FC FC San Marcos Managua                                                           |

| Club                     | Stade                                        | Capacité          | Ville              |
| Inter Barrio Cuba        | Stade inconnu                                | Capacité inconnue | Managua            |
| Deportivo Bautista       | Stade inconnu                                | Capacité inconnue | Managua            |
| Chinandega FC (en)       | Stade Efraín Tijerino                        | 8 000             | Chinandega         |
| Diriangén FC             | Stade Cacique Diriangén                      | 7 500             | Diriamba           |
| Deportivo Jalapa (en)    | Stade Alejandro Ramos                        | 1 000             | Jalapa             |
| Deportivo Masachapa      | Stade inconnu                                | Capacité inconnue | San Rafael del Sur |
| Real Matagalpa           | Stade inconnu                                | Capacité inconnue | Matagalpa          |
| Real Estelí FC           | Stade de l'Indépendance                      | 4 800             | Estelí             |
| FC San Marcos            | Stade Olimpico de San Marcos                 | 3 000             | San Marcos         |
| Deportivo Walter Ferreti | Stade Olympique de l'Indépendance de Managua | 8 000             | Managua            |

## Compétition
Cette compétition se déroule de la façon suivante, en deux phases :
- La phase de qualification : les vingt-sept journées de championnat.
- La phase finale : les confrontations aller-retour allant des quarts de finale à la finale.

### Phase de qualification
Les dix équipes affrontent à trois reprises les neuf autres équipes selon un calendrier tiré aléatoirement.
Le classement est établi sur le barème de points classique (victoire à 3 points, match nul à 1, défaite à 0).
Le départage final se fait selon les critères suivants :
- Le nombre de points.
- La différence de buts générale.
- Le nombre de buts marqué.

#### Classement
| Rang | Équipe                       | Pts | J  | G  | N | P  | Bp | Bc | Diff |
| ---- | ---------------------------- | --- | -- | -- | - | -- | -- | -- | ---- |
| 1    | Diriangén FC                 | 60  | 25 | 18 | 6 | 1  | 77 | 12 | +65  |
| 2    | Real Estelí FC               | 43  | 25 | 12 | 7 | 6  | 37 | 15 | +22  |
| 3    | FC San Marcos                | 41  | 24 | 12 | 5 | 7  | 38 | 31 | +7   |
| 4    | Deportivo Walter Ferreti (T) | 38  | 25 | 10 | 8 | 7  | 52 | 29 | +23  |
| 5    | Deportivo Masachapa          | 38  | 25 | 10 | 8 | 7  | 46 | 32 | +14  |
| 6    | Deportivo Jalapa (en)        | 37  | 23 | 12 | 1 | 10 | 36 | 43 | -7   |
| 7    | Chinandega FC (en)           | 29  | 24 | 8  | 5 | 11 | 33 | 52 | -19  |
| 8    | Inter Barrio Cuba (P)        | 22  | 24 | 5  | 7 | 12 | 24 | 49 | -25  |
| 9    | Deportivo Bautista           | 19  | 25 | 5  | 4 | 16 | 32 | 62 | -30  |
| 10   | Real Matagalpa               | 12  | 24 | 3  | 3 | 18 | 22 | 72 | -50  |

| Légende : Qualifications et relégations | Légende : Qualifications et relégations                  |
| --------------------------------------- | -------------------------------------------------------- |
|                                         | Qualifié pour les quarts de finale                       |
|                                         | Relégué en Segunda División                              |
|                                         | (T) : Tenant du titre (P) : Promu de la saison 1997-1998 |

### La Phase Finale
Les six équipes sont réparties dans le tableau final d'après leur classement général.
En cas d'égalité sur la somme des deux matchs, une prolongation puis une séance de tirs au but ont éventuellement lieu.

#### Quarts de finale
| Club                  | Aller | Retour | Club                     | Commentaire                      |
| Chinandega FC (en)    | 1-5   | 3-3    | Diriangén FC             |                                  |
| Real Estelí FC        | 2-1   | 0-1    | Deportivo Walter Ferreti | Les deux équipes sont qualifiées |
| Deportivo Jalapa (en) | 0-1   | 2-0    | FC San Marcos            |                                  |

#### Tableau
|  | 1/2 finale               | 1/2 finale               | 1/2 finale     | 1/2 finale | 1/2 finale | 1/2 finale   |              |     | Finale | Finale | Finale | Finale | Finale |  |
|  |                          |                          |                |            |            |              |              |     |        |        |        |        |        |  |
|  |                          |                          |                |            |            |              |              |     |        |        |        |        |        |  |
|  |                          |                          |                |            |            |              |              |     |        |        |        |        |        |  |
|  | Deportivo Walter Ferreti | Deportivo Walter Ferreti | (4)            | 0          | 1          |              |              |     |        |        |        |        |        |  |
|  | Deportivo Walter Ferreti | Deportivo Walter Ferreti | (4)            | 0          | 1          |              |              |     |        |        |        |        |        |  |
|  | Diriangén FC             | Diriangén FC             | (1)            | 1          | 3          |              |              |     |        |        |        |        |        |  |
|  | Diriangén FC             | Diriangén FC             | (1)            | 1          | 3          | Diriangén FC | Diriangén FC | (1) | 0      | 0(1)   |        |        |        |  |
|  |                          |                          |                |            |            |              | Diriangén FC | (1) | 0      | 0(1)   |        |        |        |  |
|  |                          | Real Estelí FC           | Real Estelí FC | (2)        | 0          | 0(3)         |              |     |        |        |        |        |        |  |
|  | Deportivo Jalapa (en)    | Deportivo Jalapa (en)    | Real Estelí FC | (2)        | 0          | 0(3)         | (6)          | 0   | 0      |        |        |        |        |  |
|  | Deportivo Jalapa (en)    | Deportivo Jalapa (en)    |                |            |            |              | (6)          | 0   | 0      |        |        |        |        |  |
|  | Real Estelí FC           | Real Estelí FC           | (2)            | 4          | 0          |              |              |     |        |        |        |        |        |  |
|  | Real Estelí FC           | Real Estelí FC           | (2)            | 4          | 0          |              |              |     |        |        |        |        |        |  |

#### Demi-finales
| Club                     | Aller | Retour | Club           | Commentaire |
| Deportivo Walter Ferreti | 0-1   | 1-3    | Diriangén FC   |             |
| Deportivo Jalapa (en)    | 0-4   | 0-0    | Real Estelí FC |             |

#### Finale
|  | Diriangén FC    | 0:0 (a.p.) | Real Estelí FC | Stade Roy Fernandez Bermuda |
|  |                 | (0:0)      |                |                             |
|  | Tirs au but 1:3 |            |                |                             |

## Bilan du tournoi
| Tableau d'Honneur |                |
| Compétition       | Vainqueur      |
| Primera División  | Real Estelí FC |

| Qualifications continentales 1999-2000 |                |
| Copa Interclubes UNCAF                 | Qualifiés      |
| Phase de groupes (en)                  | Real Estelí FC |

| Promotions et relégations   |                                                       |
| Relégué en Segunda División | Real Matagalpa Deportivo Masachapa Deportivo Bautista |
| Promu de Segunda División   | Real Madriz                                           |